# Lijst van termen onder motorrijders
Deze lijst bevat termen die onder motorrijders worden gebruikt. Soms zijn dit bestaande woorden die in de "motortaal" een andere betekenis krijgen.
Deze lijst is onderverdeeld in acht pagina's:
A B C -
D E F -
G H I -
J K L -
M N O -
P Q R -
S T U -
V W X Y Z